# Castromonte
Castromonte est une commune de la province de Valladolid dans la communauté autonome de Castille-et-León en Espagne.

## Sites et patrimoine

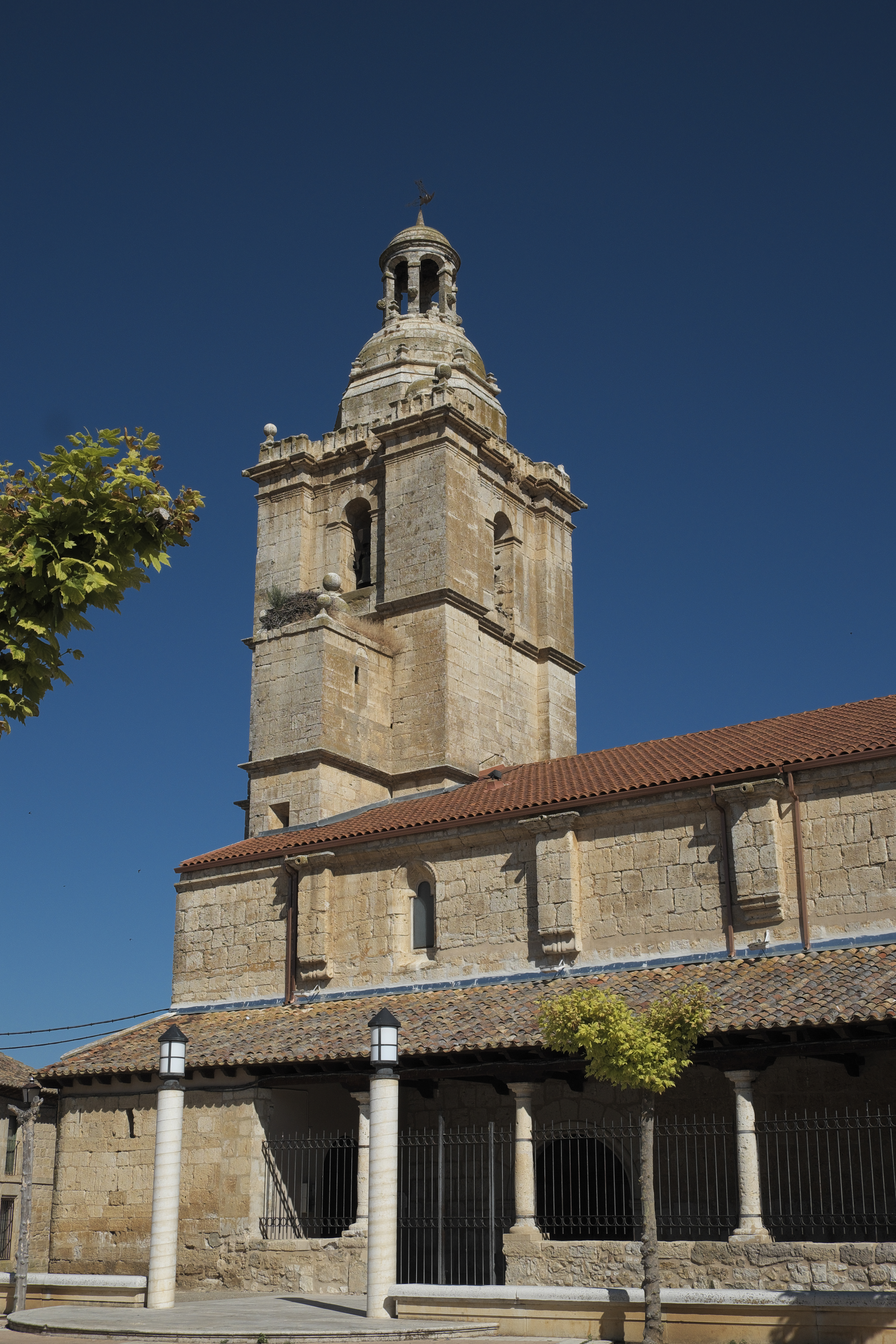
Église de la Inmaculada Concepción.
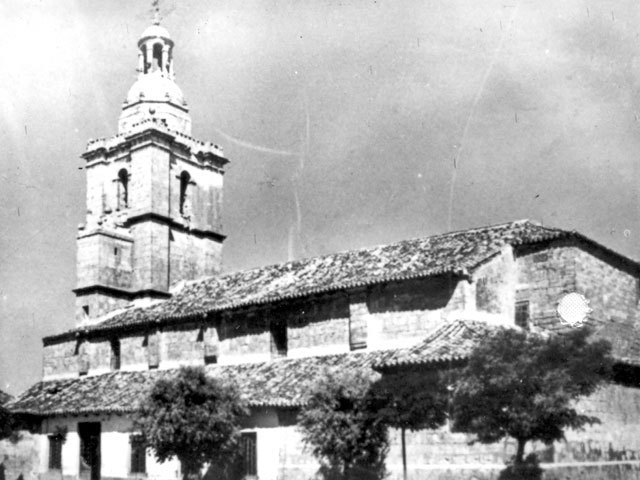
Église de la Inmaculada Concepción. Fondation Joaquín Díaz.

- Église de la Inmaculada Concepción.
- Église de la Inmaculada Concepción.
Fondation Joaquín Díaz.

- Chapelle del Cristo de las Eras.

- Monastère Sainte-Marie de La Santa Espina (es)

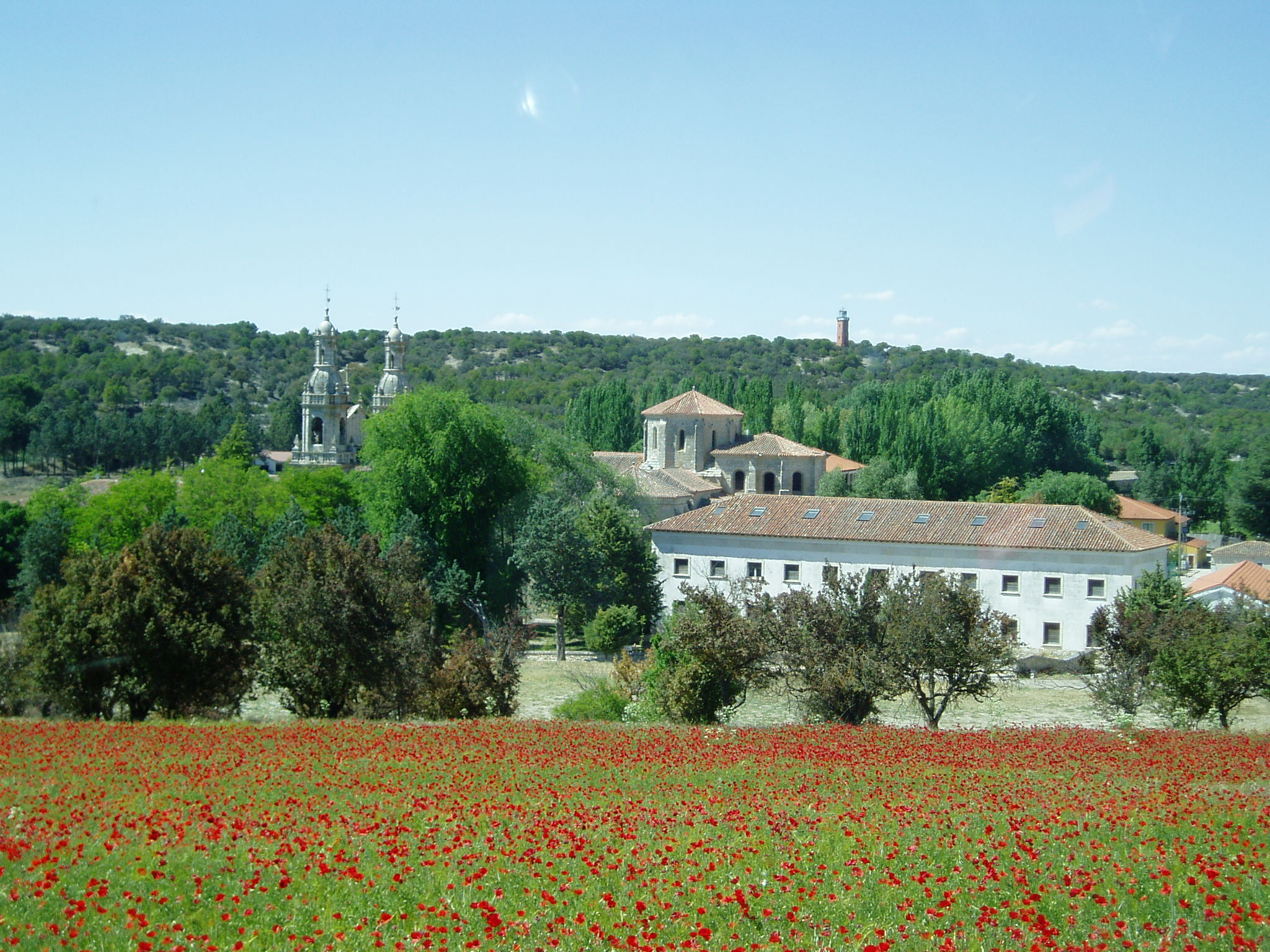
Monastère Sainte-Marie. Vue d'ensemble.
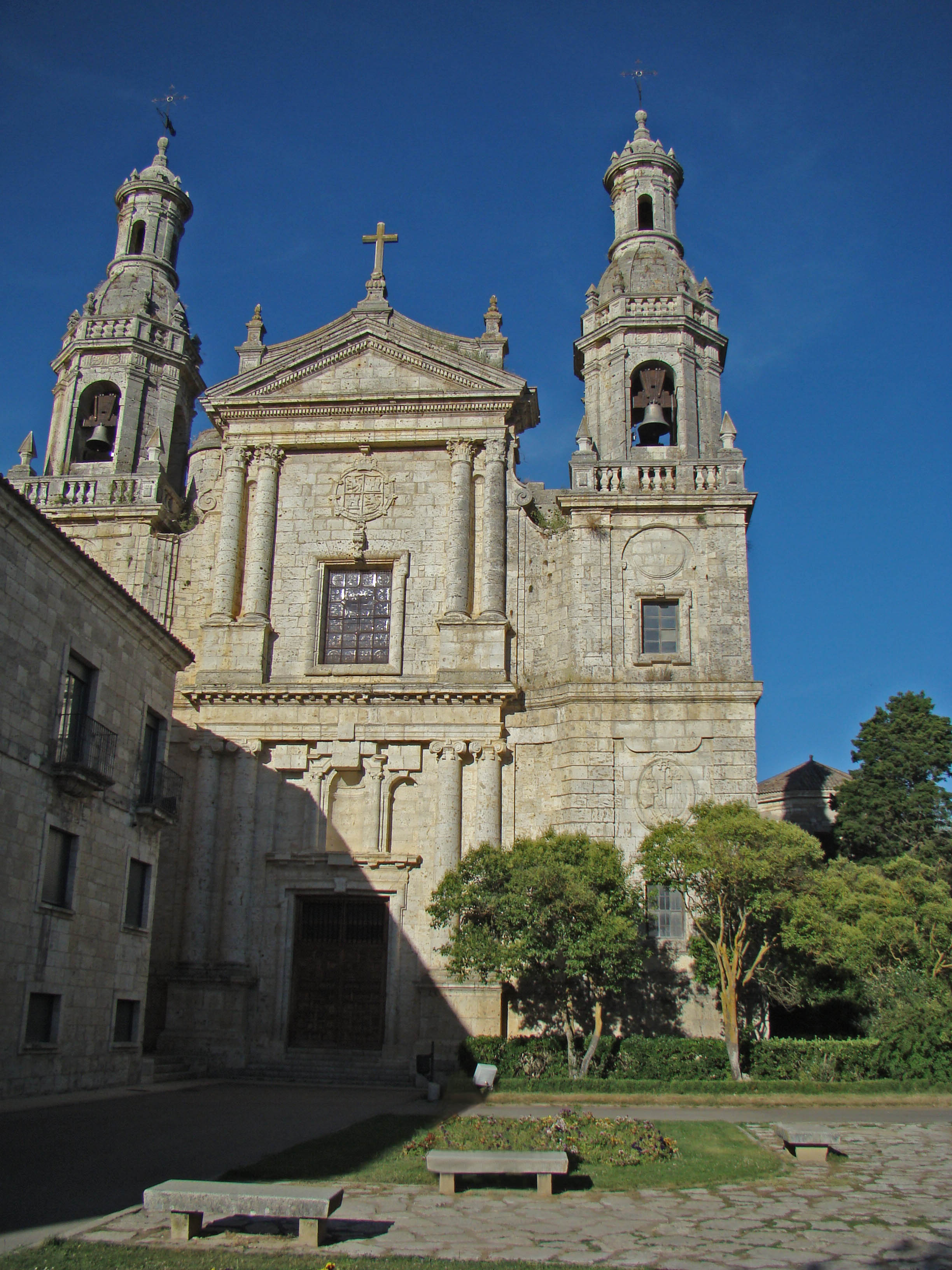
Vue de l'église.
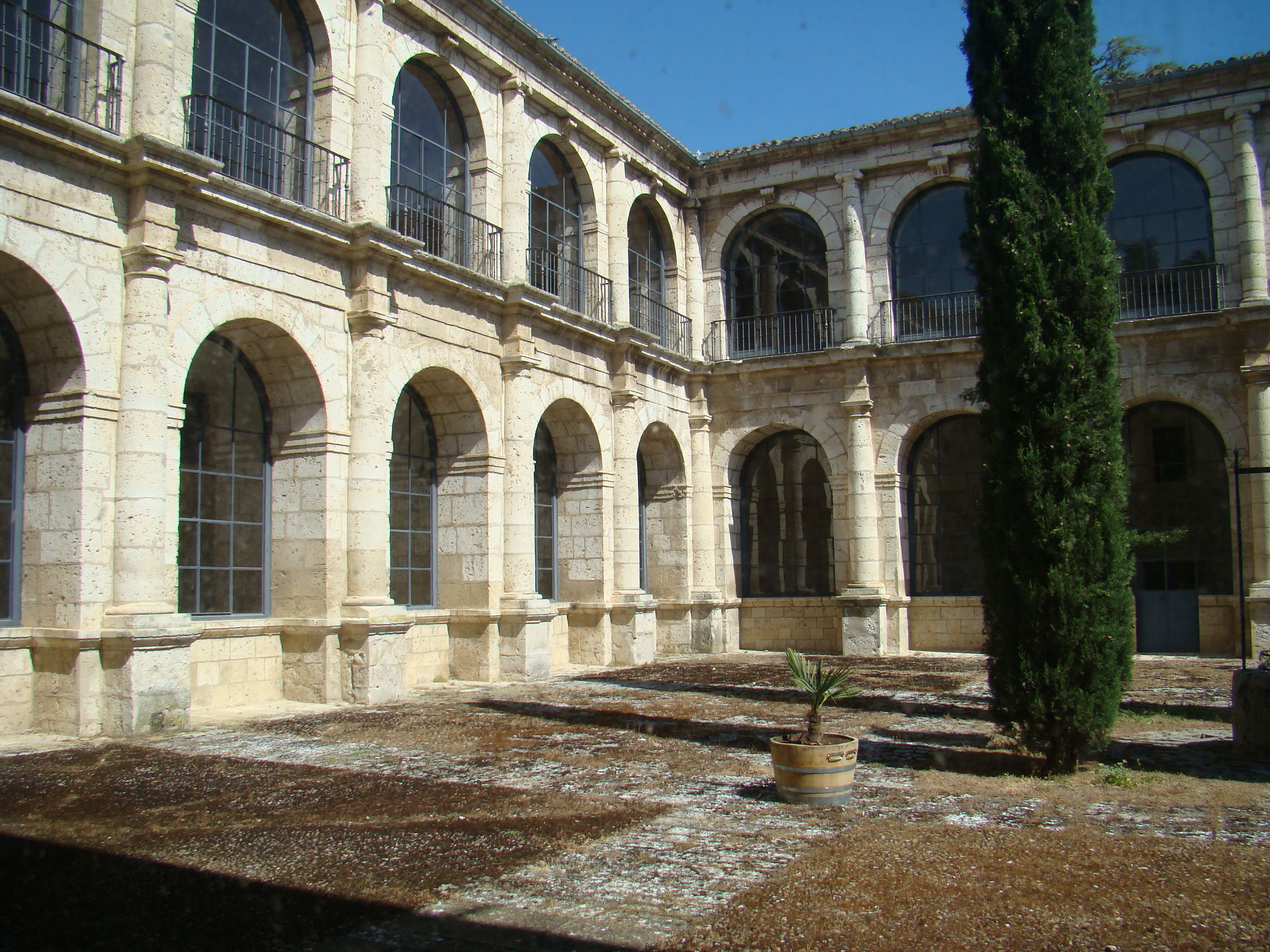
Cloître.
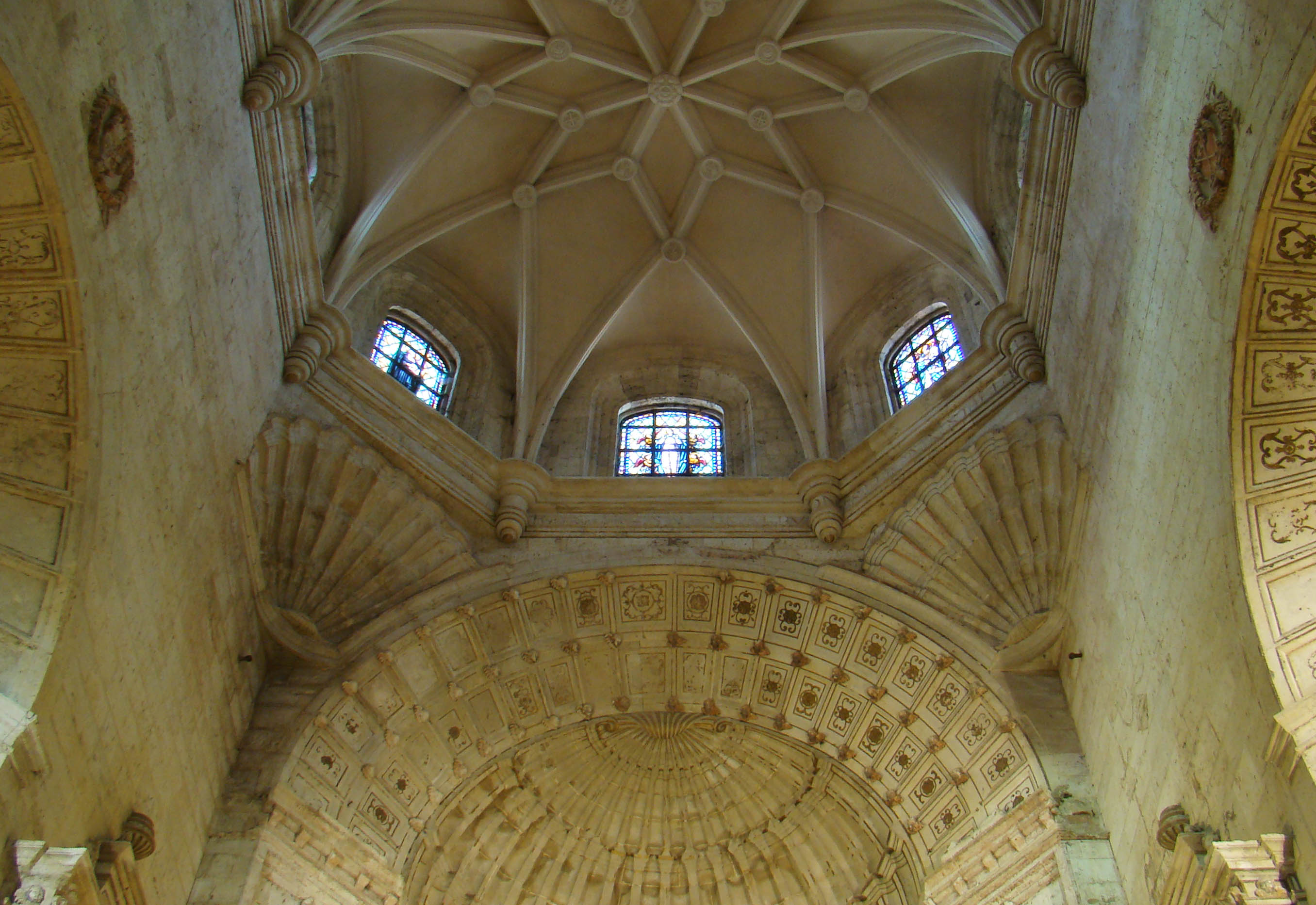
Vue intérieure.